# 도쿠가와 고산케
도쿠가와 고산케(일본어: 徳川御三家)는 에도 시대 때 도쿠가와씨 중 도쿠가와 쇼군가의 다음가는 가격을 갖고, 도쿠가와의 성씨를 쓸 수 있는 3개의 분가를 가리킨다. 간단히 고산케 (御三家)라고 부른다.

## 개요
고산케는 신판 (일문) 중 최고위였으며, 쇼군가나 고산쿄와 함께 도쿠가와 성씨를 쓰거나, 미츠바아오이의 가몬 사용이 허용된 별격의 가문이다. 종가 (쇼군가)를 보좌하는 역할이라고도 하지만, 제도ㆍ직급으로 정해진 것은 아니다. 무로마치 막부에서도 키라씨ㆍ이시바시씨ㆍ시부카와씨 등 3 성씨를 고잇카라 칭하고, 구체적인 직무는 없으나, 아시카가 쇼군가의 후사가 끊겼을 때, 계승할 권리를 갖고 있어, 고산케는 이를 참고한 제도로 보는 견해도 있다.
미토가는 요리후사가 스루가 도쿠가와가 단절 후인 1636년 (간에이 13년)에 이르러서야 도쿠가와씨를 칭하는 것을 허가받았고, 그 전까지는 성이 정해지지 않았다. 그러한 경위도 있어, 다른 2가보다 벼슬ㆍ관직은 아래지만, 조정에 대해 차기 쇼군가의 주달을 하고, 또, 에도 상근인 점 등으로 인해, 5대 쇼군 츠나요시 무렵부터 다른 2가와 함께 고산케라 불리게 되었다.
"쇼군가에 후사가 끊겼을 때는, 오와리가나 키이가로부터 양자를 들인다"고 되어있고, 실제로 7대 쇼군 이에츠구가 8살의 나이로 사망했기 때문에 종가는 단절되었다. 이에 따라, 8대 쇼군에는 키이 도쿠가와가의 도쿠가와 요시무네가 양자로 들어가, 14대 쇼군 이에모치까지 키이가 핏줄이다. 오와리가는 3대 번주 도쿠가와 츠나노부가 3대 쇼군 도쿠가와 이에미츠의 외손자이기도 했으며, 츠나노부의 적남인 4대 번주 도쿠가와 요시미치가 6대 쇼군 도쿠가와 이에노부의 후계가 될 뻔 했다. 그러나, 아라이 하쿠세키 등의 반대에 부딪혀, 오와리가의 가훈대로 쇼군 자리를 다투지 않고, 요시미치 자신이 물러났고, 어린 도쿠가와 이에츠구가 7대 쇼군이 되었다. 결과적으로는, 오와리가에서 쇼군을 배출할 기회를 잃었고, 후에는 고산쿄 히토츠바시 도쿠가와가의 혈통이 당주가 되었기 때문에, 오와리가에서는 쇼군을 배출할 수 없게되었다.
덧붙혀, 미토가에서는 마지막 15대 쇼군 요시노부가 고산쿄의 히토츠바시가에 양자로 들어간 후에 쇼군가를 계승하게 되었지만, 어디까지나 히토츠바시 도쿠가와가로부터의 쇼군 계승이며, 미토가로부터는 아니다. 요시노부는 여계 혈통이면서도, 히데타다의 피도 잇고 있다. 
에도 시대 초기에는 쇼군가인 도쿠가와 종가에 오와리가와 키이가를 더한 세 가문을 고산케라고 부르기도 했다. 또, 오와리가, 키이가에 스루가가 (도쿠가와 히데타다의 3남 도쿠가와 타다나가 (마츠다이라 성씨도), 1대에 끝남)를 더한 3개의 다이나곤가 (미토가는 츄나곤가)를 가리켜 고산케라고 하는 시대도 있어, 그 무렵의 미토가는, 오와리ㆍ키이와 비교하면, 약간 가격이 떨어진다고 보여지고 있었다. 또, 쇼군가의 분가로는 위에 쓴 3가 및 스루가 이외에도 3대 쇼군 이에미츠의 자녀를 분봉한 코후가 (도쿠가와 츠나시게ㆍ츠나토요의 2대. 마츠다이라 사마노카미가) 및 타테바야시가 (도쿠가와 츠나요시, 마츠다이라 우마노카미가)가 고쿠다카, 가격 모두 필적한 집안 (고료덴)으로 존재했다. 그 밖에 쇼군가의 직접적인 분가로, 높은 가격을 가진 것으로 이에야스의 아들 (히데타다의 형) 유키 히데야스를 가조로 하는 에치젠 마츠다이라가, 히데타다의 아들 (이에미츠의 동생) 호시나 마사유키를 가조로 하는 아이즈 마츠다이라가 등이 있었지만, 이들은 도쿠가와 성씨를 쓰는 것이 허락되지 않았다. 그러나, 스루가 타다나가가 개역 (후에 자살), 타테바야시 츠나요시가 5대 쇼군이 되고, 코후 츠나토요가 6대 쇼군 (이에노부로 개명)으로서 도쿠가와 종가를 잇고, 이들의 분가가 소멸했기 때문에, 미토가가 격상되어, 오와리ㆍ키이ㆍ미토의 3개의 도쿠가와가를 고산케라 부르는 것이 정착된 것으로 보인다.
막부 말기에는 여러 정치적 입장을 취하게 되었지만, 어느 가문도 조정의 적으로 취급하지는 않았다. 메이지 정부에서 작성된 서작 내규에서는 "도쿠가와 구 고산케"는 특히 후작 상당으로 여겨졌으며, 화족에 대한 서작 시점에서도 고산케의 취급은 별격으로 되어있었다.

## 고산케의 영지
나고야번은 에도에서 위쪽으로 향하는 도카이도 (에도 시대 초기에 고카이도 도카이도로 재편) 및 토산도 (에도 시대 초기 고카이도 나카센도로 재편)가 지나가는 곳에 위치했다. 
와카야마번은 카미가타와 에도 사이를 태평양 경유로 오가는 히가키 회선 등이 통과하는 키탄 해협에 접하는 땅에 위치했다.
미토번은 에도에서 무츠국 방면으로 향하는 도카이도 (에도 시대 초기에 미토카이도 이와키카이도 등으로 재편)의 도중에 위치했다.
| 가계              | 시조                                | 번              | 고쿠다카 | 번청       | 입부              |
| ----------------- | ----------------------------------- | --------------- | -------- | ---------- | ----------------- |
| 오와리 도쿠가와가 | 도쿠가와 요시나오 (이에야스의 9남)  | 오와리 나고야번 | 62만석   | 나고야성   | 겐나 2년 (1616년) |
| 키이 도쿠가와가   | 도쿠가와 요리노부 (이에야스의 10남) | 키이 와카야마번 | 56만석   | 와카야마성 | 겐나 5년 (1619년) |
| 미토 도쿠가와가   | 도쿠가와 요리후사 (이에야스의 막내) | 히타치 미토번   | 35만석   | 미토성     | 겐나 5년 (1619년) |

## 고산케의 대우
고산케 당주의 관위는 오와리ㆍ키이 두 가문은 종2위 곤다이나곤을 최고 관위로 하고, 미토가는 정3위 곤츄나곤을 최고 관위로 하였다. 후계자는 종4위하에 서임되는 것이 통상이며, 근위소장이나 히타치노스케 (키이가) 등을 초관으로 삼았다.
에도성에서의 시코세키는 최상급인 오오로카로, 고산쿄와 신판, 카가번 마에다씨 등이 같은 자리에 앉았다.

## 고산케의 일족ㆍ가신
고산케의 가신은 기본적으로 쇼군가와 마찬가지로, 미카와 이래의 후다이 가신을 조상으로 하는 자가 많았다. 그 중에서도 고산케의 쿠니가로인 오츠케가로는 번정 메츠케역의 중책을 지고, 막부에서 파견된 쇼군 직계 가신 취급으로, 다이묘의 가신이 통상 배신 취급이었던 것과는 선을 그었다. 오츠케가로는 모두 수만 석을 지행하고 있었기 때문에, 막부 붕괴 후에 다시 제후에 올라 입번하였다.
배신으로는 본래 허가되지 않을 서작이 고산케의 중신에게는 특별히 허가되어 있었으며, 다이묘나 대신 하타모토와 마찬가지로 제대보에 서작되어 있었다.
또, 쇼군가의 예비혈통으로서의 고산케 성격 상, 고산케 자신도 후계자 단절로 인한 개역을 피하기 위해, 당주가 끊기지 않도록 혈통보존대책으로 지번을 가질 필요가 있어, 고렌시라 불리는 분가를 가졌다. 고렌시에 의해, 오와리가의 타카스 마츠다이라가는 4대, 키이가의 사이죠 마츠다이라가는 3대, 미토가의 타카마츠 마츠다이라가는 2대의 고산케의 당주를 배출했다. 예를 들어, 키이가 당주였던 요시무네가 8대 쇼군으로써 종가를 계승했을 때에, 키이가 당주를 이은 것은 사이죠 마츠다이라가의 마츠다이라 요리요시 (도쿠가와 무네나오로 개명)이다. 막부 말기의 오와리가 당주인 도쿠가와 요시카츠도 타카스 마츠다이라가에서 온 양자이다. 그러나, 시대가 지나감에 따라, 오와리가와 키이가에서는 고렌시에 의한 당주 계승도 간절되고, 재정의 빈궁함과 오츠케가로에 의한 운동으로 고산쿄를 포함한 요시무네 이후의 쇼군 혈통보다 당주의 계승이 먼저 이루어짐과 동시에 막부에 대한 의존도가 높아지는 한편, 막부 재정을 압박했다. 요시무네 이후에는 고산케를 본뜬 고산쿄가 창설되어, 고산케와 함께 쇼군가에 양자를 보낼 수 있는 역할을 맡게 되었다 (다만, 고산케와 달리 당주가 없는 상태도 있었다). 고산케 당주의 정실은 고렌쥬라 칭해졌다. 후에, 고산쿄 당주의 정실도 고렌쥬로 칭해졌다.

## 에도 시대 고산케 당주 목록

### 기슈가
1. 요리노부 (1601년-1671년, 재임. 1619년-1667년) - 도쿠가와 이에야스의 10남
2. 미쓰사다 (1626년-1705년, 재임. 1667년-1698년)
3. 쓰나노리 (1665년-1705년, 재임. 1698년-1705년)
4. 요리모토 (1680년-1705년, 재임. 1705년)
5. 요시무네 (1684년-1751년, 재임. 1705년-1716년) - 8대 쇼군으로 취임
6. 무네나오 (1682년-1757년, 재임. 1716년-1757년)
7. 무네마사 (1720년-1765년, 재임. 1757년-1765년)
8. 시게노리 (1746년-1829년, 재임. 1765년-1775년)
9. 하루사다 (1728년-1789년, 재임. 1775년-1789년)
10. 하루토미 (1771년-1852년, 재임. 1789년-1832년)
11. 나리유키 (1801년-1846년, 재임. 1832년-1846년)
12. 나리카쓰 (1820년-1849년, 재임. 1846년-1849년)
13. 요시토미 (1846년-1866년, 재임. 1849년-1858년) - 14대 쇼군 도쿠가와 이에모치로 취임
14. 모치쓰구 (1844년-1906년, 재임. 1858년-1869년)

### 오와리가
1. 요시나오 (1601년-1650년, 재임. 1610년-1650년)
2. 미쓰토모 (1625년-1700년, 재임. 1650년-1693년)
3. 쓰나나리 (1652년-1699년, 재임. 1693년-1699년)
4. 요시미치 (1689년-1713년, 재임. 1699년-1713년)
5. 고로타 (1711년-1713년, 재임. 1713년)
6. 쓰구토모 (1692년-1730년, 재임. 1713년-1730년)
7. 무네하루 (1696년-1764년, 재임. 1730년-1739년)
8. 무네카쓰 (1705년-1761년, 재임. 1739년-1761년)
9. 무네치카 (1733년-1800년, 재임. 1761년-1799년)
10. 나리토모 (1793년-1850년, 재임. 1800년-1827년)
11. 나리하루 (1819년-1839년, 재임. 1827년-1839년)
12. 나리타카 (1810년-1845년, 재임. 1839년-1845년)
13. 요시쓰구 (1836년-1849년, 재임. 1845년-1849년)
14. 요시카쓰 (1824년-1883년, 재임. 1849년-1858년)
15. 모치나가 (1831년-1884년, 재임. 1858년-1863년)
16. 요시노리 (1858년-1875년, 재임. 1864년-1870년)
17. 요시카쓰 (1824년-1883년, 재취임. 1870년-1880년)

### 미토가
1. 요리후사 (1603년-1661년, 재임. 1609년-1661년)
2. 미쓰쿠니 (1628년-1701년, 재임. 1661년-1690년)
3. 쓰나에다 (1656년-1718년, 재임. 1690년-1718년)
4. 무네타카 (1705년-1730년, 재임. 1718년-1730년)
5. 무네모토 (1728년-1766년, 재임. 1730년-1766년)
6. 하루모리 (1751년-1805년, 재임. 1766년-1805년)
7. 하루토시 (1773년-1816년, 재임. 1805년-1816년)
8. 나리노부 (1797년-1829년, 재임. 1816년-1829년)
9. 나리아키 (1800년-1860년, 재임. 1829년-1844년)
10. 요시아쓰 (1832년-1868년, 재임. 1844년-1868년)
11. 아키타케 (1853년-1901년, 재임. 1869년-1883년)

## 같이 보기
- 신판 다이묘
- 고산쿄
- 고렌시 - 고산케의 분가(分家).